# 마쓰다이라 다다타카 (1682년)
마쓰다이라 다다타카(일본어: 松平忠喬, 1682년 ~ 1756년 3월 5일)는 에도 시대 중기의 다이묘이다. 시나노 이야마 번 제2대 번주, 도토미 가케가와번주, 셋쓰 아마가사키번 초대 번주이다. 아마가사키 번 사쿠라이 마쓰다이라 가(尼崎藩桜井松平家) 제4대 당주.

## 같이 보기
- 아마가사키성

| 전임 마쓰다이라 다다토모 | 제10대 사쿠라이 마쓰다이라 가 당주 1696년 ~ 1751년 | 후임 마쓰다이라 다다아키라 |

| 전임 마쓰다이라 다다토모 | 제2대 이야마 번 번주 (사쿠라이 마쓰다이라 가) 1696년 ~ 1706년 | 후임 나가이 나오히로 |

| 전임 이이 나오노리 | 가케가와번 번주 (사쿠라이 마쓰다이라 가, 재봉) 1706년 ~ 1711년 | 후임 오가사와라 나가히로 |

| 전임 아오야마 요시히데 | 제1대 아마가사키번 번주 (사쿠라이 마쓰다이라 가) 1711년 ~ 1751년 | 후임 마쓰다이라 다다아키라 |